# The Royal Minstrel; or, The Witcheries of Endor, an Epic Poem

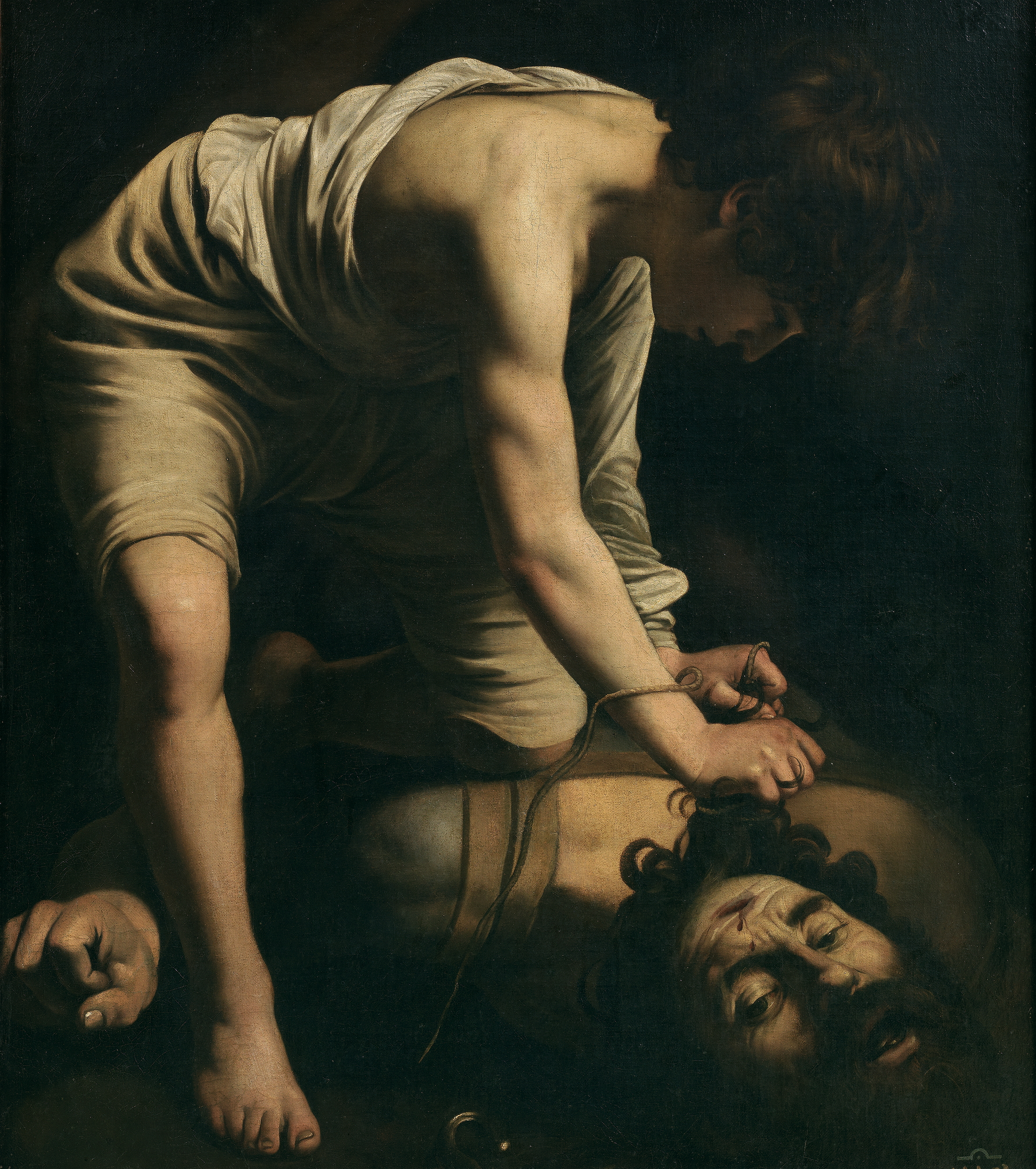
Caravaggio, Dawid i Goliat

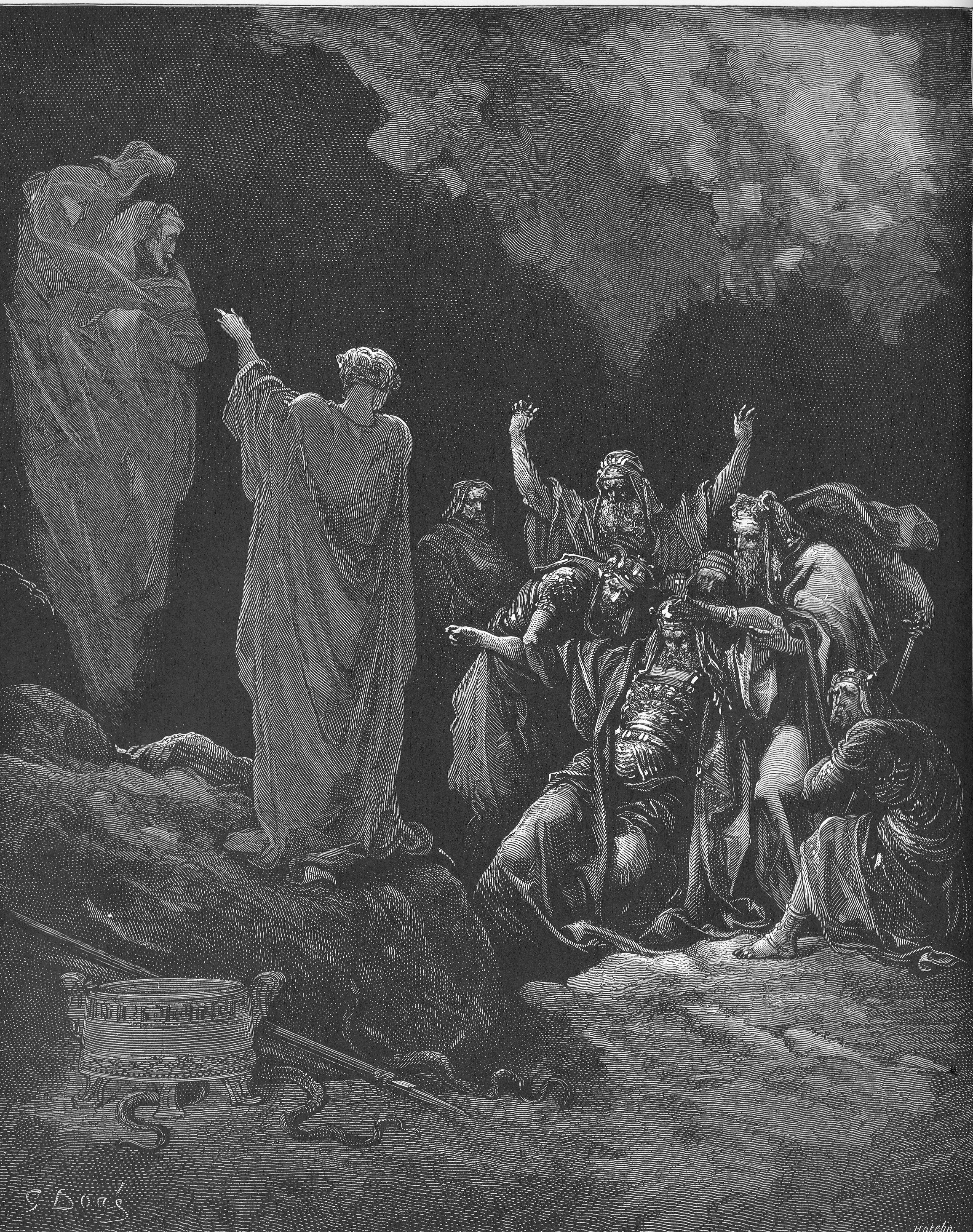
Według Księgi Samuela czarownica z Endoru na polecenie króla Saula wywołała widmo proroka Samuela

The Royal Minstrel; or, The Witcheries of Endor, an Epic Poem – utwór romantycznego angielskiego poety Johna Fitzgeralda Pennie'ego, opublikowany w Dorchester w 1817, nakładem firmy G. Clarka. Poemat zalicza się do biblijnego nurtu literatury brytyjskiej. Opowiada historie z czasów panowania króla Saula. Tytułowy królewski minstrel to młody Dawid, pasterz, a w przyszłości następca Saula na tronie Izraela i autor Psalmów. Podtytuł eposu odwołuje się do epizodu, kiedy Saul udał się do czarownicy, żeby poprosić ją o wywołanie widma proroka Samuela. Poemat składa się z jedenastu ksiąg. Wykazuje duży wpływ Johna Miltona, o czym pisał Raymond Dexter Havens. Został napisany, podobnie jak Raj utracony Miltona wierszem białym. Wiersz biały (blank verse), czyli nierymowany pentametr jambiczny za sprawą Miltona od siedemnastego wieku był podstawowym metrum największej angielskiej epiki. 

Dark was the night, and loud the tempest rav'd,
As on the strand the hag of Endor stood,
Which skirts the blue-rob'd sea of Cinneroth;
High wav'd her wild locks on the passing blast,
And thrice, with potent witcheries and spells,
She called the guardian daemon of the isle,
That in the centre of the troubled deep
Rose forest-crested and begirt with rocks; -
Which never fisherman by evening star
Or moonbeam visited; for horrid sights
And sounds unholy, had been seen or heard
By some whom storms had haply on its shores
Night-founder'd.